# 亨寧·馮·霍爾岑多夫
亨寧·馮·霍爾岑多夫（德語：Henning von Holtzendorff，1853年1月9日—1919年6月7日）是一位德意志帝國的海軍將領，最高軍階為海軍元帥。霍爾岑多夫以第一次世界大戰期間於1916年12月發布一份備忘錄、促成德國海軍全面展開無限制潛艇戰而聞名。

## 生平
霍爾岑多夫出身自普魯士王國柏林的一個貴族家庭裡，父親為奧托·馮·霍爾岑多夫，是德意志銀行的一位經理。1869年4月11日，霍爾岑多夫加入了北德意志邦聯海軍，並參加了1870年至1871年的普法戰爭，之後轉往西非分艦隊服務。1897年，霍爾岑多夫晉升上尉，之後擔任東亞分艦隊的一艘巡洋艦的艦長去參加遠征中國的八國聯軍之役。接著擔任波羅的海海軍司令部參謀長，並管理當地的但澤帝國造船廠。1904年，霍爾岑多夫晉升中將。1906年起，再任第1戰艦分艦隊司令。1909年，任「公海艦隊」司令，隔年晉升海軍上將。1913年，由於霍爾岑多夫反對與英國進行海軍軍備競賽，被海軍國務秘書阿爾弗雷德·馮·鐵必制和威廉二世強迫提前退役，他於是在當年加入普魯士皇家議院。
1914年8月，第一次世界大戰爆發，霍爾岑多夫於1915年9月被召回軍中，任海軍參謀長。1916年12月22日，霍爾岑多夫透過整合經濟專家的意見，提交了一份著名的備忘錄，指出英國本土應存有約15星期的小麥作為糧食，估計德軍若展開全面的無限制潛艇戰，並在第一個月擊沉英軍60萬噸和每四個星期擊沉50萬噸的英軍商船，其國內儲備量就會下降到40％，英國將會因此陷入飢荒。霍爾岑多夫與鐵必制都很清楚無限制潛艇戰的作法一定會將美國捲入戰爭，但他們都認為美國的實質威脅不大，至少不是直接性的，德國會在美國動員其全國國力前先將英國打敗，也能透過潛艇阻止美軍輸送部隊登上歐陸戰場。霍爾岑多夫便曾向威廉二世說過：「我以一位軍官的身份向陛下您告知，不會有一名美軍士兵登上（歐洲）大陸的」，他同時也無視所有德國航運業者對重啟無限制潛艇戰將使中立國家不再運輸食糧至德國的警告。
1917年2月1日，美國對德宣戰。美國物資的即時補充挽救了英國反潛能力不及造成的損失，之後透過護航體制，德國潛艇的損失開始增加，以致於最終停止。戰爭後期，由於霍爾岑多夫與因戰時體制而獲得完全獨裁權力的「第三最高指揮部」（Third Supreme Command）——即埃里希·魯登道夫與保羅·馮·興登堡兩人組成的軍事指揮體制衝突，導致他於1918年8月27日被晉升為海軍元帥，隨後被日德蘭海戰的主將——萊因哈特·舍爾上將所取代其參謀長職務，從此退役。
1919年6月7日，霍爾岑多夫於乌克马克县去世。